# もずが枯木で
『もずが枯木で』（もずがかれきで）は、1935年（昭和10年）発表の「僕等の詩集」に掲載されたサトウハチローの詩「百舌よ泣くな」に基づく日本の歌。

## 解説
1935年（昭和13年）、東京・板橋第六尋常小学校の教師だった徳富繁が「百舌よ泣くな」の詩に作曲し、教え子や知人に楽譜が配られた。その後、疎開を通じて茨城県内で広まり、戦後に全国で歌われるようになった。
ボニー・ジャックス（1963）がカバーした後、石原裕次郎（1966）、岡林信康（1969.8）、シュリークス（1971.12）、藤圭子（1971.12）、倍賞千恵子（1974）、日吉ミミ、芹洋子、鮫島有美子、トワ・エ・モワなど多数のアーティストによりカバーされている。

## 岡林信康によるカバー

### 解説
岡林信康が、ビクターレコードから1971年6月5日に発売したシングルレコード。規格品番SFシリーズ第一号。
岡林は自身の特集本の中で、この曲について、「一部の人々のエゴイズムとペテンによって、多くの人間関係－親子、兄弟、恋人、友人－が引きさかれる戦争。日本が満州を植民地化していくという時代背景のもとで創られたというこの歌。こんなよい歌が日本にもあったんだ!!」と書いている。

### 収録曲
全編曲：岡林信康

#### SIDE A
1. もずが枯木で  –  (4:04)
作詞：サトウ・ハチロー、作曲：徳富繁
  - 歌：岡林信康、演奏：ビクター・オーケストラ

#### SIDE B
1. お父帰れや  –  (2:17)
作詞：白井道夫、作曲：真木淑夫
  - 歌：岡林信康、演奏：ビクター・オーケストラ

### 収録アルバム
- わたしを断罪せよ 岡林信康フォーク・アルバム第一集（1969年）  –  ともに別バージョンの「もずが枯木で」「お父帰れや」収録。